# Stamen Belčev
Stamen Dimitrov Belčev (in bulgaro Стамен Димитров Белчев?; Haskovo, 7 maggio 1969) è un allenatore di calcio ed ex calciatore bulgaro, di ruolo attaccante.